# Владимир Ћировић
Владимир Ћировић (Чачак, 3. децембра 1998) српски је фудбалер, a тренутно је без ангажмана.

## Трофеји и награде

### Екипно
Михајловац 1934
- Зона Дунав : 2014/15.[6]

Златибор Чајетина
- Српска лига Запад : 2017/18.[7]

### Појединачно
- Најбољи стрелац Српске лиге Запад за сезону 2017/18. са 22 поготка[8]